# Tony Hawk: Ride
Tony Hawk: Ride (cuyo nombre en preproducción fue Tony Hawk's Adrenaline) es el título de la décima entrega de la serie de videojuegos Tony Hawk's. El juego está disponible para las consolas Wii, PlayStation 3 y Xbox 360. El videojuego fue lanzado el 17 de noviembre de 2009 y una de las novedades fue la inclusión de un periférico con la forma exacta de una tabla de skate, especialmente diseñado para el videojuego.
El juego no fue desarrollado por Neversoft por primera vez desde 1999, después de que el 11 de enero de 2009, el presidente de Neversoft, Joel Jewett, anunciara que la compañía dejaba de desarrollar la serie de videojuegos Tony Hawk's.

## Pro-Skaters
- Tony Hawk
- Lyn-Z Adams Hawkins
- Cara-Beth Burnside
- Dustin Dollin
- Christian Hosoi
- Nyjah Huston
- Mike Mo Capaldi
- Rodney Mullen
- Steve Nesser
- Alex Olson
- Paul Rodríguez
- Ryan Sheckler
- Daewon Song
- Mike Vallely
- Stevie Williams

## Banda sonora
- Adam Tensta – "My Cool"
- Band of Skulls – "Patterns"
- Beatsteaks – "Run Run"
- Beck – "Gamma Ray"
- Bill Withers – "Lovely Day"
- The Black Keys – "I Got Mine"
- The Bronx – "Minutes in Night"
- Chevelle – "Jars"
- Children Collide – "Social Currency"
- Coconut Records – "West Coast"
- The Commodores – "Machine Gun"
- Darker My Love – "Two Ways Out"
- Dead End Road – "Sin City"
- Disbelievers – "Bad Storm"
- The Duke Spirit – "Into the Fold"
- The Faint – "The Geeks Were Right"
- The Fold – "Neverender"
- Gray Matter – "Fill a Void"
- Green Day – "Murder City"
- Half Astro – "Cellular"
- Helen Earth Band – "Shake n Cut"
- Kenny Rogers and the First Edition – "Just Dropped In (To See What Condition My Condition Was In)"
- Kram – "Blitzkreig Bop"
- KRS-One feat. Buckshot – "Robot"
- Living with Lions – "She's a Hack"
- The Meters – "Cissy Strut"
- MGMT – "Electric Feel"
- Modey Lemon – "Become a Monk"
- Modest Mouse – "Satellite Skin"
- The Morning After Girls – "Death Processions"
- Murs feat. will.i.am – "Lookin' Fly"
- Nico Vega – "Burn Burn"
- Nitzer Ebb – "Kiss Kiss Bang Bang"
- NOFX – "Just the Flu"
- Norma Jean – "Robots 3 Humans 0"
- Patchwork – "Ping Pong"
- The Pinkertones – "Electrobumbao"
- Queens of the Stone Age – "The Lost Art of Keeping a Secret"
- The Raconteurs – "Consoler of the Lonely"
- The Replacements –"Takin' a Ride"
- Revolution Mother – "Night Ride"
- Rose Hill Drive – "Showdown"
- Russian Circles – "Death Rides a Horse"
- Santigold – "L.E.S. Artistes"
- Shiny Toy Guns – "Ricochet"
- Spinnerette – "All Babes Are Wolves"
- The Stooges – "I Got a Right"
- Superchunk – "Punch Me Harder"
- The Temper Trap – "Hearts"
- This Drama – "She Had a Knife"
- T.S.O.L. – "Dance with Me"
- Turbotito – "Losing Their Head"
- TV On The Radio – "Dancing Choose"
- We Are Scientists – "After Hours"
- Willowz – "Ulcer Soul"
- Wolfmother – "Joker & the Thief"
- Yeah Yeah Yeahs – "Zero"